# Noli me tangere (Sustris)
Noli me tangere is een schilderij van Lambert Sustris dat hij tussen 1548 en 1560 schilderde. Sinds 1801 maakt het deel uit van de collectie van het Museum voor Schone Kunsten in Rijsel. 

## Geschiedenis
Sustris maakte het schilderij tijdens zijn eerste of tweede verblijf in Augsburg, waarschijnlijk voor een lid van de beroemde familie Fugger. In de linker onderhoek is het familiewapen te zien. Later kwam het werk in bezit van Everhard Jabach, een rijke bankier en verzamelaar, die het vervolgens in 1671 aan Lodewijk XIV verkocht. Het kreeg een plaats boven de haard in de antichambre des Bassans in het kasteel van Versailles, dicht bij de kamer van de koning.
Als gevolg van het besluit-Chaptal wordt het schilderij in 1801 naar het museum in Rijsel gestuurd. Het staat dan bekend onder de titel Jezus als tuinman verschijnend aan Maria Magdalena (Frans: Le Christ en jardinier apparaissant à la Madeleine) en wordt toegeschreven aan Dosso Dossi. Voor 1835 wordt dit hersteld in Sustris.

## Voorstelling
Het thema van het schilderij is ontleend aan het evangelie volgens Johannes. Daarin staat beschreven dat Maria Magdalena op de dag van de verrijzenis naar de graftombe van Jezus gaat en deze leeg aantreft. Even later ontmoet ze Jezus, maar ziet hem voor een tuinman aan. Hij maakt zich dan aan haar bekend en zegt: "noli me tangere" (houd me niet vast).
Sustris plaatste deze scène in een tuin in renaissancestijl met geometrische parterres, een fontein, een pergola met kariatiden en een haag als omheining. Maria Magdalena zit geknield voor Jezus met haar linkerhand op haar borst en haar rechterhand op een albasten vaas, een verwijzing naar de kruik met nardusolie waarmee zij de voeten van Jezus zalfde. Ze draagt een weelderige damasten jurk geborduurd met gouden en zilveren draden. Jezus leunt op een schoffel en wijst met de rechterhand naar de lucht. De twee figuren staan op een verhoging boven de tuin; links is een trap te zien. Achter Christus wikkelt een witte winde, symbool van het uitwissen van de zonde, zich om de stam van een boom. Bij de ingang van de pergola is een vrouwelijk silhouet te zien. Het zou Maria Magdalena kunnen zijn die vertrekt om het nieuws van de opstanding onder de apostelen te verspreiden.
Tijdens zijn verblijf in Augsburg slaagde Sustris er in om de Venetiaanse School en het maniërisme van Francesco de' Rossi of Parmigianino samen te brengen. De werken uit deze periode getuigen van de invloed van Titiaan, met wie Sustris sinds 1540 samenwerkte, en lopen vooruit op de schilderijen die Paolo Veronese in de jaren 1560 zou maken.